# Oscar Stenberg
Oscar Adolf Stenberg, född 2 juni 1906 i Malmö S:t Pauli församling, död 3 april 1974 i Sofielunds församling, Malmö, var en svensk kommunalpolitiker (socialdemokrat). 
Stenberg utgick från Malmö Borgarskola 1921 och var anställd vid AB Ganslandt & Gussing i Malmö 1921–1949. Han var ombudsman för socialdemokraternas skånedistrikt 1949–1952. Han var direktör för HSB Malmö 1957–1969 (som efterträdare till Arnold Sönnerdahl som tvingats avgå) och ordförande i HSB Riksförbund 1965–1972.
Stenberg var ledamot av stads-/kommunfullmäktige i Malmö 1935–1973 och dess ordförande 1963–1973. Åren 1950–1956 var han ordförande i drätselkammaren. Han var vidare styrelseordförande för Malmö stads spårvägar 1949–1962, ledamot av generalplanekommittén i Malmö  1962–1973 och styrelseordförande i Sydsvenska Kraft AB 1966–1973.
I sin dubbla roll som ledande kommunalpolitiker i Malmö och direktör för HSB Malmö påverkade Stenberg i hög grad stadens planering under 1960-talet.